# Тринідад і Тобаго на літніх Олімпійських іграх 1968
Тринідад і Тобаго брали участь у Літніх Олімпійських іграх 1968 року у Мехіко (Мексика) уп'яте за свою історію, але не завоювали жодної медалі.